# Ka-37
Ka-37 – bezzałogowy śmigłowiec rozpoznawczy (UAV, ang. Unmanned Aerial Vehicle) wyprodukowany przez rosyjską firmę Kamow. Aparat powstał dzięki własnej inicjatywie firmy, bez zamówień ze strony wojska lub instytucji cywilnych. Przeznaczony jest do przenoszenia aparatury fotograficznej, retransmisji sygnałów telewizyjnych lub radiowych, dostarczania sprzętu medycznego lub ratunkowego na tereny trudno dostępne, a także patrolowania gazociągów i ropociągów. Kamow próbował zainteresować swoją konstrukcją Koreę Południową, w której planowano uruchomienie produkcji seryjnej aparatu pod oznaczeniem ARCH-50. W 1996 roku przeprowadzono testy trzech aparatów dostarczonych do Korei, ale produkcji seryjnej nie podjęto.